# Carsten Bjørnlund
Carsten Bjørnlund (né le 28 juin 1973 à Frederiksberg) est un acteur danois.

## Biographie
Carsten Bjørnlund a joué dans la deuxième saison de la série danoise The Killing. Il y interprétait le rôle du Christian Søgaard. Il a aussi interprété le rôle de Frederik Grønnegaard dans Les Héritiers.

## Filmographie

### Cinéma
- 2004 : Lad de små børn... de Paprika Steen
- 2005 : Den rette ånd
- 2008 : Comeback
- 2008 : En enkelt til Korsør
- 2011 : The Thing
- 2011 : ID:A
- 2011 : Labrador
- 2013 : The shooter
- 2014 : All inclusive
- 2017 : QEDA
- 2018 : En affære

### Télévision
- 2003 : Forsvar
- 2004 : Ørnen
- 2008 : Album
- 2008 : Sommer
- 2009 : Pagten
- 2009 : The Killing
- 2011 : Traque en série
- 2012-2015 : Rita
- 2014-2017  :  Les Héritiers
- 2018 : Liberty
- 2021 : Hvide Sande
- 2023 : Barracuda Queens
- 2023 : Eine Billion Dollar